# Saddle Rock
Saddle Rock är en ort i Nassau County i delstaten New York, USA.